# Контрада Казабијанка Суд (Терамо)
Контрада Казабијанка Суд (итал. Contrada Casabianca Sud) је насеље у Италији у округу Терамо, региону Абруцо.
Према процени из 2011. у насељу је живело 130 становника. Насеље се налази на надморској висини од 277 м.